# Сауна (река)
Са́уна (Сованка, Сауне, Саванка; латыш. Sauna, Saune, Savna, Sovanka) — река в Латвии, течёт по территории Ливанского и Прейльского краёв. Левый приток нижнего течения Оши.
Длина реки составляет 41 км (по другим данным — 51 км). Площадь водосборного бассейна равняется 190 км² (по другим данным — 198 км). Объём годового стока — 0,037 км³. Уклон — 1,1 м/км, падение — 44 м.
Начинается около села Налобня на западной окраине Малтского понижения Латгальской возвышенности. Течёт преимущественно на запад. Большая часть водосбора находится на Ерсикской равнине Восточно-Латвийской низменности. Крупнейший приток — ручей Яшорес, имеет длину 13 км и впадает справа. Сауна сливается с Ошой на высоте 93 м над уровнем моря у села Рудзаты.
Притоки: река Саламашка (латыш. Salamaška), ручей Яшорес (латыш. Jašores strauts), канава Мозулю (латыш. Mozuļu grāvis).